# T. E. 흄
토머스 어니스트 흄(Thomas Ernest Hulme, 1883년 9월 16일 ~ 1917년 9월 28일)은 영국의 저술가이며 철학자이다.

## 생애
노스 스탓포드샤의 엔돈에 있는 그랏톤 홀에서 태어난다. 뉴캐슬 언더 라임의 고등학교와 케임브리지의 센트 젼즈 컬리지에서 배우지만, 싸움에 연루되어 1904년 3월에 퇴교 처분됐다. 2년 간을 런던에서 지냈고, 1906년 7월에는 캐나다에 가 3개월 체류했으며, 1907년 초에는 브뤼셀로 가서 수개월 간 영어를 가르치면서 프랑스어와 독일어를 공부했다. 1911년에는 볼로냐 철학 대회에 출석해, 1912년 초에 베르그송의 소개로 케임브리지에 재입학을 용인받지만, 곧 거기를 떠나, 베를린에 9개월 체류해 독일 철학과 심리학의 연구를 진행시켜 예술 역사가 빌헬름 보링거 (Wilhelm Worringer)의 저서 '추상과 감정 이입(Abstraktion und Einfühlung)'에 영향을 받았다.
1914년에 제1차 세계 대전이 발발하면, 명예 포병 중대에 입대해, 그 해의 12월에 프랑스에 건넌다. 1915년의 봄에 받은 부상으로 회복하면, 영국 해군 포병대 첨부를 배명해, 그 연말에 전선에 돌아가, 1917년 9월 28일 뉴 폴 부근에서 전사했다.

## 사상과 영향
프랑스 철학의 번역 정도 밖에 생전에 발간된 저작은 없었지만, 남겨진 유고를 친구 허버트 리드가 정리해 발표한 것을 계기로 흄의 재평가가 이루어졌다.
흄 사상의 입장은 '반인문주의'라고 단적으로 규정할 수 있다.
빌헬름 보링거의 예술관에 영향을 받은 흄은, 르네상스 이후 20세기 초두까지는 개인의 생명적인 모든 욕구를 종국적인 선이라고 보는 사상이 지배하고 있었지만, 그러한 사상은 잠정적인 것으로 영원히 계속되지 않고, 개아 전능·인간성의 긍정·생명력의 긍정의 사상은 종말을 맞이하고 있다고 생각했다. 예를 들면 장래에 도래하는 예술은 고전 그리스를 모범으로 하는 '생명적' '유기적'인 성격을 가지지 않고, 그것과는 대조적인 '기하학적'인 성격을 가질 것이다.
정치의 분야에서도 흄은 개인의 생명을 넘은 가치에 중점을 두었기 때문에, 제1차 세계 대전에의 참가를 정당화해, 반전을 말하는 버트런드 러셀과 논쟁을 실시하게 된다. '생명 존중'의 합리주의나 타산에, 그는 '영웅적'으로 '비합리적인' 윤리를 대치한다. 그 파시즘에의 친근성은, 프랑스의 조르주 소렐이나 이탈리아의 조반니 젠틸레와 어깨를 겨룰 수 있고 마르틴 하이데거의 반인문주의론이나 반논리주의의 선구로서 흄을 평가할 수 있다.

## 저작
- 박상규 역 '휴머니즘과 예술철학에 관한 성찰' Speculations: Essays on Humanism and the Philosophy of Art (1924) edited by en:Herbert Read
- Notes on Language and Style (1929) edited by Herbert Read
- 하세가와광평 역 '참호의 사상'Further Speculations (1955) edited by Sam Hynes
- The collected writings of T.E. Hulme (1996, OUP) edited by Karen Csengeri
- Selected writings (2003, Fyfield Books) edited by Patrick McGuinness

## 참고 자료
- 조르주 소렐 '폭력론' Reflections on Violence (1912)
- Alun Jones, The Life and Opinions of T. E. Hulme (1960)
- Michael Roberts, T. E. Hulme (1982, Carcanet Press reprint)
- Robert Ferguson, The Short Sharp Life of T. E. Hulme (2002)